# Szmer Grahama Steella
Szmer Grahama Steella (ang. Graham Steell murmur) – cichy szmer protomezodiastoliczny (wczesno/śródrozkurczowy) niedomykalności zastawki tętnicy płucnej. Występuje przy równoczesnej obecności nadciśnienia płucnego i świadczy o względnej niedomykalności zastawki. Jest najlepiej słyszalny wzdłuż górnego, lewego brzegu mostka.
Szmer został szczegółowo opisany przez brytyjskiego kardiologa Grahama Steella (1851-1942), na którego cześć został nazwany.